# Fatos Daja
Fatos Daja (Tirana, 11 gennaio 1968) è un ex calciatore albanese, di ruolo difensore.

## Carriera

### Nazionale
Ha collezionato 6 presenze con la Nazionale albanese.